# Zu Hause in Indiana
Zu Hause in Indiana (Originaltitel Home in Indiana) ist ein US-amerikanischer romantischer Abenteuerfilm von Henry Hathaway aus dem Jahr 1944. Die Hauptrollen sind mit Walter Brennan, Lon McCallister, Jeanne Crain und Charlotte Greenwood sowie Ward Bond, Charles Dingle und June Haver besetzt. Der Film erhielt eine Oscarnominierung in der Kategorie „Beste Kamera“.
Winston Millers Drehbuch basiert auf George Agnew Chamberlains Roman Phantom Filly, erstmals veröffentlicht 1941 in New York.

## Handlung
Sparke Thornton, der seine Eltern vor kurzen verloren hat, wird zu seinem Onkel J. T. Thunder Bolt und seiner Tante Penelope nach Indiana geschickt. Sparke, der das Gefühl hat hin- und hergeschoben zu werden, fühlt sich von der Situation überfordert und beschließt, wieder von dort zu verschwinden. Bei seiner Flucht beobachtet er auf der benachbarten Godow-Boole-Farm, wie Charlotte „Char“ Bruce mit einem Pferd auf der sich anschließenden Trabrennbahn arbeitet. Er ist fasziniert von Charlottes Fahrkünsten  und kommt ins Gespräch mit dem Stallknecht Tuppy, der ihm erzählt, dass die Roundhouse Farm seines Onkels einst ein Treffpunkt für Trabrennfreunde und Thunder selbst ein angesehener Sulky-Fahrer gewesen sei. Von den Pferden ist nur noch „The Lady“ auf dem Thunderhof verblieben. Das vernachlässigte Tier ist blind aber immer noch wunderschön und den Menschen liebevoll zugewandt. Sparke ist nun fest entschlossen, auf dem Thunderhof zu bleiben, zumal Tuppy ihm versprochen hat, ihn damit vertraut zu machen, wie man einen Sulky fährt.
Als er am Abend zu Onkel und Tante zurückkehrt, ahnen diese nicht, dass Sparke eigentlich davonlaufen wollte. Beim Abendessen erzählt der Junge den beiden von seiner großen Liebe zu Pferden. Sein Onkel reagiert unwirsch und meint, er solle sich lieber auf die Schule konzentrieren, anstatt sich auf der Booles-Farm herumzutreiben. Doch schon am nächsten Tag zieht es Sparke wieder dorthin. Er trifft auf den übermütigen Hengst „Hamilcar Chief“, der außer Kontrolle geraten zu sein scheint. Sparke kann das Tier instinktiv beruhigen, wovon sich Booles Tochter Christopher, die alle Cri-Cri nennen, beeindruckt zeigt. Cri-Cri gelingt es daraufhin Haupttrainer Jed Bruce zu überzeugen, dass Sparke einen Versuch mit dem Sulky wagen darf. Zwar fällt der Test nicht zu Bruce’ Zufriedenheit aus, er spürt jedoch, dass Sparke ein Händchen für Pferde hat und ihnen mit der gebotenen Demut begegnet und der Bereitschaft, zu lernen. Char und Tuppy arbeiten nun fleißig mit Sparke, der sehr gelehrig ist und bald ein Händchen dafür bekommt, wie solch ein Pferdegeschirr vor einem Sulky zu führen ist.
An dem Abend als Sparke nach seiner Rückkehr von der Boole-Ranch seinen Onkel betrunken erlebt, erzählt ihm Tante Penny, dass Boole und sein Onkel Partner gewesen, und Thunder von ihm ruiniert worden sei. Zwischen den Männern war es wegen der Behandlung einer Stute zu Streitigkeiten gekommen. Thunder habe jedoch seinen erzwungenen Rückzug nie verwunden, da ihm die Arbeit mit Pferden und die Atmosphäre der Rennen im Blut liege und demzufolge fehle. Seine oft feindselige Haltung und sein teils ungezügelter Umgang mit Alkohol seien auf seinen unterdrücken Wunsch zurückzuführen, in dieses Metier zurückkehren zu dürfen. Sparke beschließt, seinem Onkel zu helfen und schleicht sich in der Nacht in Ladys Stall. Mit Chars Hilfe gelingt es Sparke Hamilcar Chief und Lady zu paaren und schon bald erwartet „Lady“ ein Fohlen. Beiden gelingt es auch anhand eines Zertifikats zu beweisen, dass „Hamilcar Chief“ der Vater von Ladys Fohlen ist, das den Namen „Maudeen Four“ erhalten hat. Thunder, der zuerst ungehalten auf Sparkes Einmischung reagiert hatte, blüht auf. Er freut sich über Ladys Tochter und hilft Sparke, sie zu trainieren.
Nur Sparkes Verliebtsein in Cri-Cri kommt seiner Begeisterung für Pferde gleich. Die anspruchsvolle junge Dame meint jedoch, er sei noch zu jung und nimmt ihn nicht so recht ernst. Dass Char wiederum in ihn verliebt ist, bleibt Sparke verborgen, er hält sie lediglich für seine beste Freundin.
Als dann das erste Rennen Sparks mit „Maudeen“ ansteht, gewinnt das Gespann zwar den ersten Lauf, wird dann jedoch im zweiten Lauf von einem Rivalen eingekesselt, wobei „Maudeen Four“ verletzt wird. Sparke reagiert überzogen in seiner Sorge um „Maudeen“. Das Tier erholt sich jedoch schnell wieder, sodass Sparke sich auf das nächste Rennen vorbereiten kann. Inzwischen hat der junge Mann auch erkannt, was Char für ihn empfindet und ist sich plötzlich ganz sicher, dass er diese Zuneigung erwidert. Tuppy und Thunder, die wissen, dass „Maudeen Four“, ebenso wie ihre Mutter „Lady“, langsam erblindet, entschließen sich trotzdem, das Tier zusammen mit Sparke, der davon noch nichts weiß, ein letztes Mal antreten zu lassen. Tatsächlich gelingt es ihm, „Maudeen“ geschickt und entschlossen zu führen, sodass sie zusammen das Rennen gewinnen können. Als Sparke jedoch von „Maudeens“ Blindheit erfährt, macht ihm das schwer zu schaffen. Thunder, der fast wieder der Alte ist, tröstet Sparke und versichert ihm, dass „Maudeen“ trotzdem ein glückliches Leben haben werde und dass ihr Nachwuchs die Möglichkeit habe, Champignons hervorzubringen. Bruce hat inzwischen seinen Trainerposten bei Booles gekündigt und beschlossen, sich dem Roundhouse anzuschließen, um dabei zu helfen, dessen einstigen Ruhm wieder herzustellen. Sparke und Char begeben sich mit „Maudeen Four“ nach Hause, wobei der ein oder andere Kuss nicht ausbleibt.

## Produktion

### Vorarbeiten, Darsteller, Drehorte
Chamberlains Roman erschien im Zeitraum 18. Oktober bis 8. November 1941 zuerst als Fortsetzungsgeschichte in der Saturday Evening Post. Eine Nachricht in der Fachzeitschrift der Filmindustrie The Hollywood Reporter belegt, dass Twentieth Century Fox bereits frühzeitig Interesse an einem Film über Trabrennen bekundet hatte, der den Titel Home in Indiana tragen sollte. Das ins Auge gefasste Team, das eine Fortsetzung der erfolgreichen Pferderennfilme Die goldene Peitsche (OT: Kentucky) und Maryland bilden sollte, bestand aus John Payne, Walter Brennan und Fay Bainter, dem Produzenten Kenneth Macgowan sowie dem Drehbuchautor John Taintor Foote. Obwohl Foote am Drehbuch von Home in Indiana mitgearbeitet hatte, erscheint er im Stab des Films nicht, was darauf hindeuten könnte, dass seine Arbeit in der Endfassung des Drehbuchs nicht enthalten war.
Laut einer Nachricht im Hollywood Reporter vom 12. März 1942 war der Agent Charles K. Feldman damit befasst, Besetzung und Stab für Chamberlains Roman zusammenzutragen. Howard Hawks war als Produzent im Gespräch. Winston Miller schrieb sodann ein Drehbuch anhand Chamberlains Romanvorlage. Millers Drehbuch wurde zusammen mit den Rechten an dem Roman von Twentieth Century Fox erworben. Der Schauspieler Clem Bevans soll zwar einen Vertrag für den Film unterzeichnet haben, taucht aber im fertigen Film nicht auf. George Cleveland, dem eine Rolle angeboten worden war, lehnte ab, da er in einem anderen Film mitspielen wollte. Ursprünglich sollte Hermes Pan die dann von Geneva Sawyer geleitete Jitterbug-Tanzsequenz choreografieren. Der Schauspieler Lon McCallister wurde von Sol Lesser für die Produktion ausgeliehen. In dem Film waren die Schauspielerinnen Jeanne Crain und June Haver jeweils erstmals in einer Hauptrolle zu sehen. Der Jungschauspieler Lon McCallister war zuvor in einer der Hauptrollen in dem Musikfilm Stage Door Canteen besetzt. Für die Filmbauten trugen James Basevi, Chester Gore, Thomas Little und Frank E. Hughes die Verantwortung. W. D. Flick und Roger Heman senior sorgten für den Ton. Fred Sersen gestaltete die speziellen fotografischen Effekte.
Zeitgenössische Nachrichten, Studiowerbung und verschiedene Unterlagen weisen folgende Drehorte für den Film aus: Sulky Races in Empire City, New York, der Sandusky County Fair in Fremont, Ohio, der Marion County Fair in Marion, Ohio, die Castleton Farm und Walnut Hill in Lexington, Kentucky, die MacGowan Farm in Mount Sterling; Kentucky und die Reuss Ranch in Malibu in Kalifornien. Die Dreharbeiten fanden im Zeitraum Anfang September 1943 bis Mitte Januar 1944 statt.

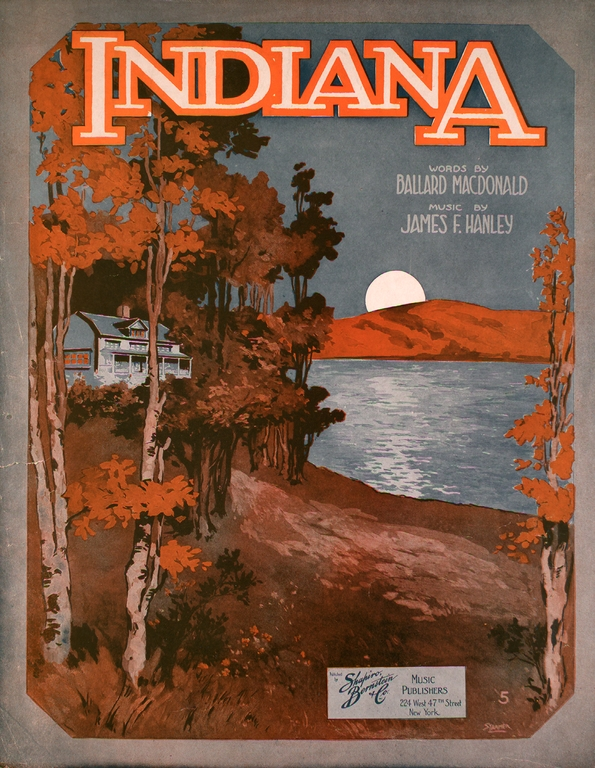
Sheet Music Cover (1917)

### Musik im Film
- Back Home Again in Indiana von Ballard Mac Donald (Text) und James F. Hanley (Musik)
- You’ll Never Know von Harry Warren (Musik) und Mack Gordon (Text), gesungen von June Haver
- No Love, No Nothin’ von Harry Warren und Leo Robin, gesungen von June Haver
- Camptown Races (Gwine to run all night!) von Stephen Foster
- Indiana Stomp von Gene Rose

### Veröffentlichung
Der Film hatte am 15. Juni 1944 in Los Angeles Premiere, in New York war er erstmals am 21. Juni 1944 zu sehen. The Hollywood Reporter wies darauf hin, dass der Film im Zeitraum 15. Juni bis 28. Juni 1944 an verschiedenen Orten in Indiana, Kentucky und Ohio vorgestellt wurde und verschiedene dieser Vorstellungen von Jeanne Crain und June Haver besucht worden seien. Im Juli 1944 lief er dann allgemein in den Vereinigten Staaten an und im November 1944 in Australien. 1945 wurde der Film in Belgien (Brüssel), Schweden, Mexiko und Portugal veröffentlicht, 1946 in der Türkei. Zur Veröffentlichung kam er außerdem in Brasilien, Italien und in Spanien. In Deutschland lief der Film nie in den Kinos; die Erstaufführung (Fernsehpremiere) erfolgte am 28. August 1989 auf ProSieben. Im DFF 2 lief der Film erstmals am 2. Juni 1990. Verweistitel Solo im Sulky.

## Rezeption

### Kritik
Bosley Crowther von der New York Times meinte, in dem Film tauche die tiefe und bleibende Zuneigung des Studios für Pferde, die bereits in den früheren Filmen Kentucky und Maryland ihren inspirierenden Ausdruck gefunden habe und in einem anderen Bundesstaat, nämlich in Home in Indiana, wieder auf. Crowther lobte die Begeisterung und Ehrlichkeit und die malerische Fülle des Films. Auch wenn Konzeption und Gestaltung der Geschichte nicht sonderlich originell sei, übertrage sich die vertraute Atmosphäre und der Eifer der Protagonisten auf den Zuschauer. Mr. Brennan liefere eine gute Leistung als verschrobener alter Pferdeliebhaber mit einem Herzen, das so groß sei wie des Farmers Almanach. Lon McCallister, der für seine Rolle in Stage Door Canteen in angenehmer Erinnerung geblieben sei, spiele auch den scheuen Jungen gut. Gelobt wurden auch Jeanne Crain und June Haver, keine dränge sich in den Vordergrund. Ward Bond und Charlotte Greenwood spielten eher untergeordnete Rollen, das aber in äußerst kompetenter Art und Weise und George Reed und Willie Best spielten die Art von Zeitgenossen, die ein solcher Film brauche.
Andrew Pragasam von The Spinning Image war der Meinung, der Film sei eine Art National Velvet für Jungs. Der oscarnominierte Kameramann Edward Cronjager beschwöre golden schimmernde Bilder des ländlichen Indiana herauf und untermauere die anfangs des Films gesprochenen Worte, dass Pferderennen auf der County Fair so amerikanisch wie Amerika selbst seien. Zwar fehle dem Film ein klar definierter Charakterbogen, wie in National Velvet, was den Film zu so sehr viel mehr mache als nur einen Film über ein Pferd. Gelobt werden auch hier McCallister, Crain und Haver und deren liebenswerte Darstellung.
Der Kritiker Paul Mavis setzte sich für DVD talk mit dem Film auseinander und zog das Fazit, es handele sich um ein ruhiges, gut beobachtetes, reizvolles Familiendrama. Regisseur Henry Hathaway habe die Atmosphäre eines berauschenden, überreifen (und sinnlichen) Sommers im Mittleren Westen eingefangen mit wunderschönen trabenden Pferden. Die jungen Darsteller böten sentimentale Emotionen ohne falsche Scham. Home in Indiana sei wärmstens zu empfehlen.
Der Schriftsteller und Autor Jamie S. Rich zog auf der Seite DVD talk ein anderes Fazit. Zwar sei Hathaways Familiendrama oberflächlich betrachtet in Ordnung, biete aber keine versteckten Offenbarungen, nichts Überraschendes, Originelles oder Inspirierendes. Die Geschichte diene nur dazu, ihre eigen moralische Lektion vermitteln zu wollen – eine, die inhärenten Rassismus nicht ausklammere. Der Film habe bei ihm einfach nicht funktioniert. Er sei ungefähr so tief wie eine Dose Thunfisch.
Das Lexikon des internationalen Films fasste seine Kritik folgendermaßen zusammen: „Routiniert entwickeltes Drama mit atmosphärischen Qualitäten, das aus heutiger Sicht recht angestaubt wirkt.“

### Auszeichnung
Oscarverleihung 1945
- Nominierter: Edward Cronjager in der Kategorie „Beste Kamera in einem Farbfilm“
Der Oscar ging an Leon Shamroy und die Filmbiografie Wilson.

### Nachwirkung
Das Lux Radio Theatre strahlte am 2. Oktober 1944 eine Version der Geschichte mit Walter Brennan, Charlotte Greenwood und Edward Ryan aus.
Im Jahr 1957 veröffentlichte Twentieth Century Fox unter dem Titel April Love eine musikalische Version von Chamberlains Roman mit Pat Boone und Shirley Jones in den Hauptrollen, inszeniert von Henry Levin.